# Groupe Fair-Play

Logo du Groupe Fair-Play

Le Groupe Fair-Play est une société de production télé et vidéo québécoise fondée en 1998 par Guy Villeneuve et Michel St-Cyr.

## Productions
- Ici Louis-José Houde
- Les Enfants de la télé (Québec)
- Peut contenir des Rachid
- On va s’coucher moins niaiseux
- Jobs de bras
- 100 Génies
- Vrak la vie
- JAM
- Monte dans l'manège
- Les Bouchetrous
- Ça vaut le coût
- Festival international de la chanson de Granby
- Juste Pour Rire Les Gags